# Michele Wiles
Michele Wiles (Baltimora, 6 maggio 1980) è una danzatrice statunitense, prima ballerina dell'American Ballet Theatre dal 2005 al 2011.

## Biografia
Ha cominciato a studiare danza durante l'infanzia e a dieci anni ha vinto una borsa di studio per la Kirov Academy of Ballet di Washington, dove ha studiato tra il 1991 e il 1997; inoltre si è perfezionata seguendo i corsi estivi del Joffrey Ballet e del Royal Ballet.
Nel 1996 ha vinto la medaglia d'oro del Concorso internazionale di balletto di Varna e nel 1998 è stata scritturata dall'American Ballet Theatre (ABT). Ha scalato rapidamente i ranghi della compagnia newyorchese, venendo promossa a solista nel 2000 e a ballerina principale nel 2005. All'interno della compagnia ha danzato in molti dei maggiori ruoli del repertorio femminile, tra cui Kitri in Don Chisciotte, Gamzatti ne La Bayadère, Polimnia nell'Apollon musagète, la Fata Confetta ne Lo schiaccianoci, Aurora ne La bella addormentata e Odette e Odile ne Il lago dei cigni.
Nel 2011 ha lasciato l'ABT per fondare il Ballet Next insieme a Charles Askegard.